# Педроган-де-Сан-Педру
Педроган-де-Сан-Педру (порт. Pedrógão de São Pedro; МФА: [pɨ.ˈdɾɔ.gɐ̃w dɨ ˈsɐ̃w ˈpe.dɾu]) — парафія в Португалії, у муніципалітеті Пенамакор. Розташована в східній частині країни, на теренах історичної португальської провінції Бейра. Входить до складу округу Каштелу-Бранку. За адміністративним поділом, чинним до 1976 року, терени парафії були складовою провінції Нижня Бейра. Належить до Порталегрівсько-Каштелу-Бранківської діоцезії Католицької церкви. Патрон — святий Петро. Площа — 21,7487 км². Населення — 500 ос. (2011). Слабо урбанізований регіон. Густота населення — 22,99 осіб/км²
. Код — 050709.

## Населення
| Кількість мешканців | Кількість мешканців | Кількість мешканців | Кількість мешканців | Кількість мешканців | Кількість мешканців | Кількість мешканців | Кількість мешканців | Кількість мешканців | Кількість мешканців | Кількість мешканців | Кількість мешканців | Кількість мешканців | Кількість мешканців | Кількість мешканців |
| ------------------- | ------------------- | ------------------- | ------------------- | ------------------- | ------------------- | ------------------- | ------------------- | ------------------- | ------------------- | ------------------- | ------------------- | ------------------- | ------------------- | ------------------- |
| 1864                | 1878                | 1890                | 1900                | 1911                | 1920                | 1930                | 1940                | 1950                | 1960                | 1970                | 1981                | 1991                | 2001                | 2011                |
| 912                 | 1 000               | 957                 | 1 057               | 1 180               | 1 168               | 1 299               | 1 355               | 1 446               | 1 447               | 1 206               | 798                 | 726                 | 580                 | 500                 |